# (37590) 1991 RA14
(37590) 1991 RA14 est un objet de la ceinture principale d'astéroïdes extérieure de 15,442 km de diamètre découvert en 1991.

## Description
(37590) 1991 RA14 a été découvert le 13 septembre 1991 à l'observatoire Palomar, situé au nord de San Diego en Californie, par Henry E. Holt.

### Caractéristiques orbitales
L'orbite de cet astéroïde est caractérisée par un demi-grand axe de 3,94 ua, un périhélie de 2,89 ua, une excentricité de 0,27 et une inclinaison de 7,86° par rapport à l'écliptique. Du fait de ces caractéristiques, à savoir un demi-grand axe entre 3,2 et 4,6 ua, il est classé, selon la JPL Small-Body Database, comme objet de la ceinture principale d'astéroïdes extérieure.

### Caractéristiques physiques
(37590) 1991 RA14 a une magnitude absolue (H) de 13,0 et un albédo estimé à 0,051, ce qui permet de calculer un diamètre de 15,442 km. Ces résultats ont été obtenus grâce aux observations du Wide-field Infrared Survey Explorer (WISE), un télescope spatial américain mis en orbite en 2009 et observant l'ensemble du ciel dans l'infrarouge, et publiés en 2012 dans un article regroupant les caractéristiques de 1 023 astéroïdes du groupe de Hilda.